# Ted Haggis
Ted Haggis, född 9 juni 1924, död 23 januari 2017, är en friidrottare från Kanada. Han deltog vid olympiska sommarspelen 1948.